# Космос-2175
Космос-2175 је један од преко 2400 совјетских вјештачких сателита лансираних у оквиру програма Космос.
Космос-2175 је лансиран са космодрома Плесецк, Русија, 21. јануара 1992. Ракета-носач Сојуз је поставила сателит у орбиту око планете Земље. Маса сателита при лансирању је износила 6600 килограма. Космос-2175 је био осматрачки сателит.